# Pomnik Tatara Polskiego
Pomnik Tatara Polskiego – pomnik konny w Gdańsku, upamiętniający żołnierzy polskich tatarskiego pochodzenia. 

## Opis pomnika
Pomnik odsłonięty 25 listopada 2010 roku przez prezydenta Polski Bronisława Komorowskiego, celem upamiętnienia służby Tatarów polskich w Wojsku Polskim, od bitwy pod Grunwaldem po II wojnę światową. Pomnik położony jest w Parku Oruńskim, gdzie mieści się Narodowe Centrum Kultury Tatarów Rzeczypospolitej Polskiej.
Monument przedstawia ułana 1 Szwadronu Tatarskiego z 13 Pułku Ułanów Wileńskich, który wchodził w skład Wileńskiej Brygady Kawalerii. Rzeźba jest realistyczna i zawiera liczne detale – jeździec ubrany jest w strój paradny, na głowie ma kołpak z widocznym orłem polskim i półksiężycem z gwiazdą, a w dłoni dzierży buńczuk, wzorowany na buńczuku ufundowanym Szwadronowi Tatarskiemu w 1938 roku przez społeczność tatarską. Odlana z brązu rzeźba autorstwa Tomasza Ryfy i Macieja Kusa spoczywa na niskim, granitowym cokole, na którym zamontowane są dwie tablice z inskrypcjami.  

## Galeria

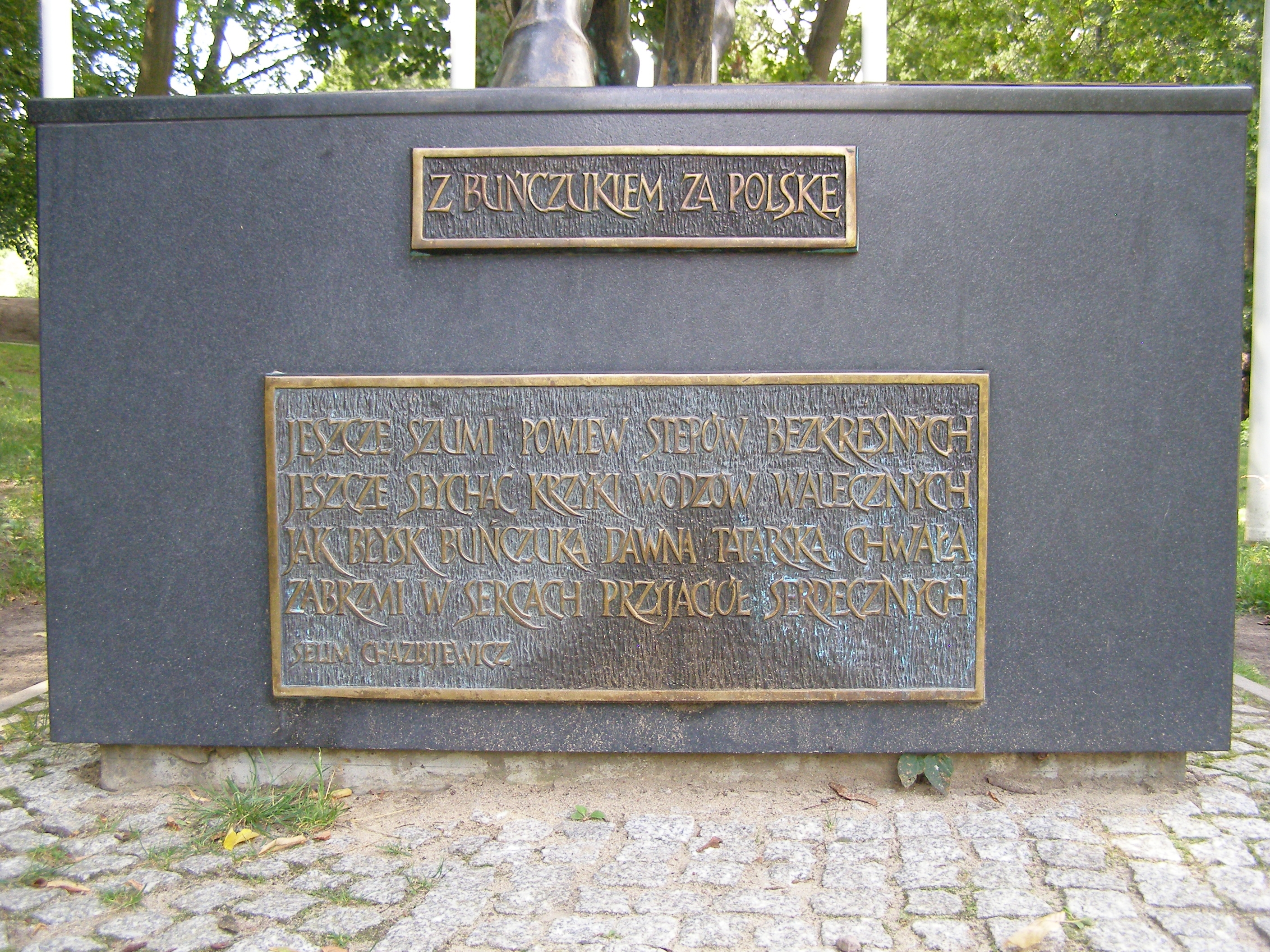
Tablice na cokole
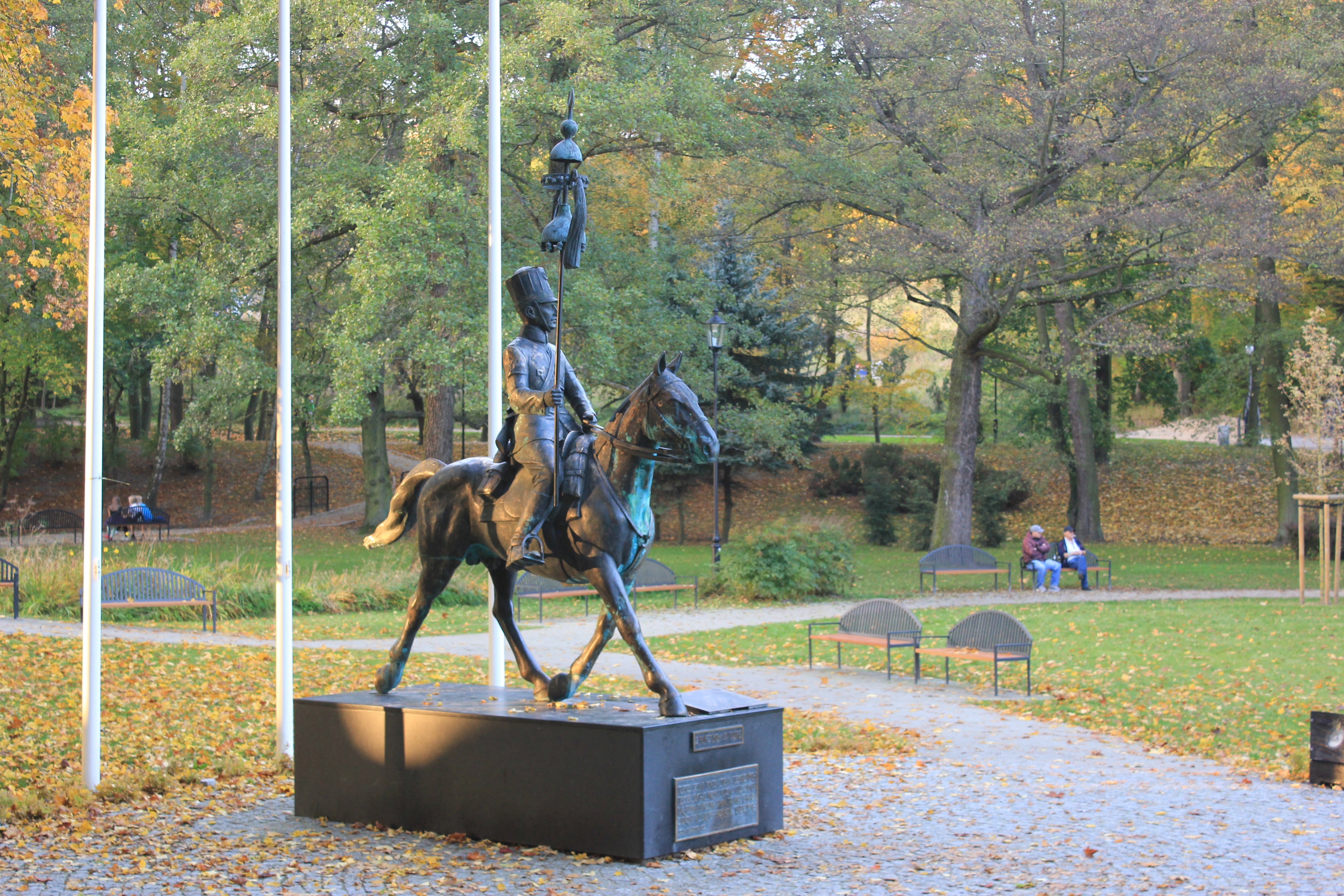
Widok na detale pomnika